# Point Reyes

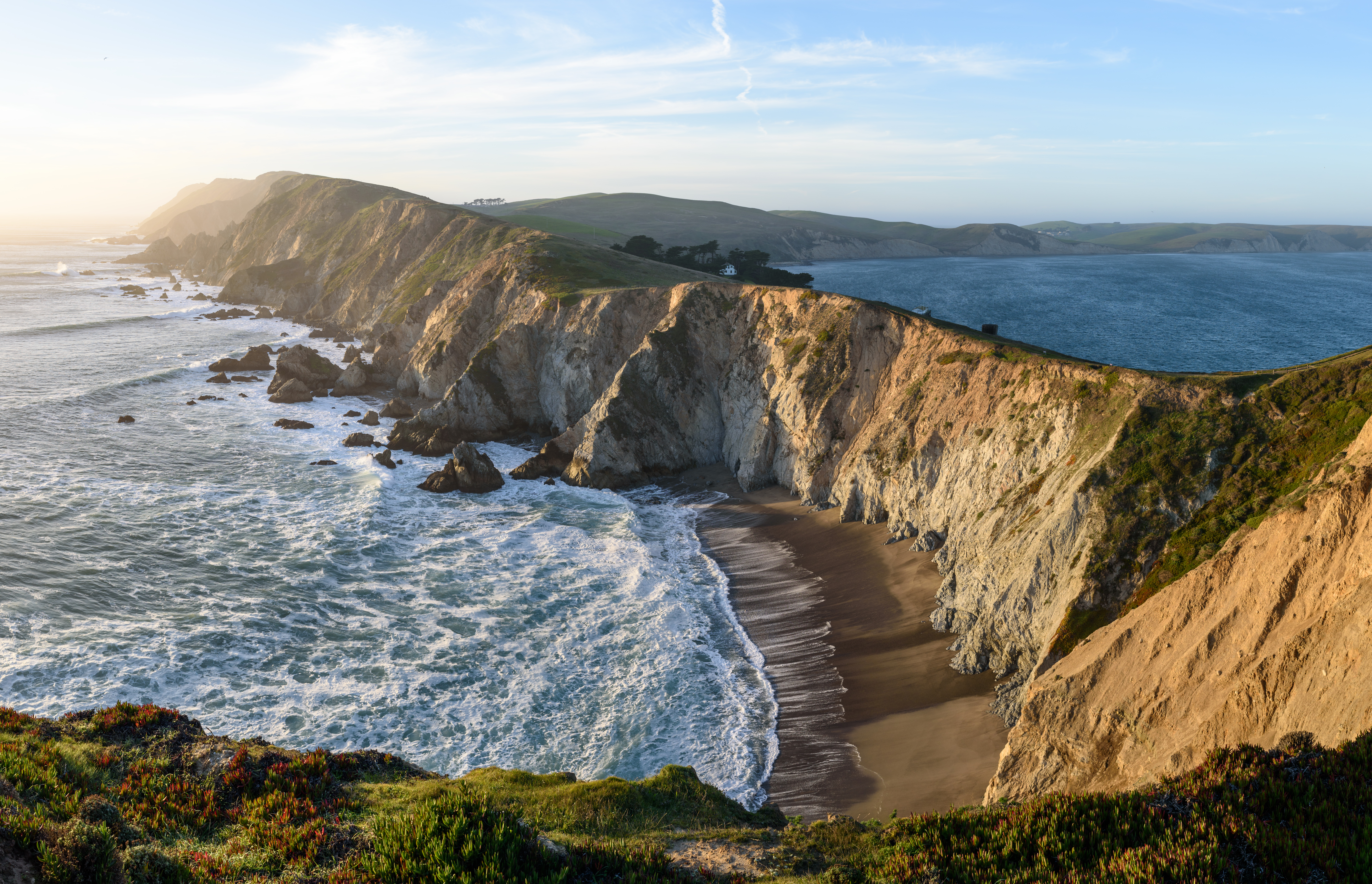
Vista do Litoral nacional de Point Reyes, Califórnia

Point Reyes é uma península na costa do oceano Pacífico, ao norte da Califórnia, Estados Unidos. Está localizada no Condado de Marin, a aproximadamente 48 km de São Francisco.
Point Reyes foi originalmente nomeada Punto de los Reyes, pelo explorador espanhol Sebastián Vizcaíno.